# Harry Garson
Harry Garson, (conosciuto anche come Harry I. Garson) (Rochester, 1882 – Los Angeles, 21 settembre 1938), è stato un regista, produttore cinematografico e presentatore statunitense.

## Filmografia

### Regista
- The Forbidden Woman (1920)
- For the Soul of Rafael  (1920)
- Mid-Channel (1920)
- Whispering Devils, co-regia di John M. Voshell (1920)
- Hush (1921)
- Straight from Paris (1921)
- Charge It (1921)
- What No Man Knows (1921)
- The Worldly Madonna (1922)
- The Hands of Nara (1922)
- The Sign of the Rose (1922)
- An Old Sweetheart of Mine (1923)
- Alba tonante (Thundering Dawn) (1923)
- The Millionaire Cowboy (1924)
- The No-Gun Man (1924)
- Breed of the Border (1924)
- Speed Wild (1925)
- High and Handsome (1925)
- Heads Up (1925)
- Smilin' at Trouble (1925)
- O.U.T. West (1925)
- The Traffic Cop (1926)
- Sir Lumberjack (1926)
- Glenister of the Mounted  (1926)
- Mulhall's Greatest Catch (1926)
- The College Boob  (1926)
- The Lunatic (1927)
- The Fight for the Water Hole - cortometraggio (1927)
- The Beast of Borneo (1934)
- What a Mother-in-Law!, co-regia di Harry S. Brown (1934

### Produttore
- The Unpardonable Sin, regia di Marshall Neilan (1919)
- Silk Husbands and Calico Wives, regia di Alfred E. Green (1920)
- Whispering Devils, regia di John M. Voshell (1920)
- Straight from Paris, regia di Harry Garson (1921)
- What No Man Knows, regia di Harry Garson (1921)
- Enter Madame. regia di Wallace Worsley (1922)[1] [2]
- Glenister of the Mounted , regia di Harry Garson (1926)
- Alba tonante (Thundering Dawn), regia di Harry Garson (1923)
- Breed of the Border, regia di Harry Garson (1924)
- Mulhall's Greatest Catch, regia di Harry Garson (1926)

### Presentatore
- Eyes of Youth, regia di Albert Parker (1919)
- For the Soul of Rafael, regia di Harry Garson (1920)
- Mid-Channel, regia di Harry Garson (1920)
- Hush, regia di Harry Garson (1921)
- Charge It, regia di Harry Garson (1921)
- The Worldly Madonna, regia di Harry Garson (1922)
- The Sign of the Rose, regia di Harry Garson (1922)
- Cordelia the Magnificent, regia di George Archainbaud (1923)